# Charles Armstrong-Jones
Charles Patrick Inigo Armstrong-Jones, Viscount Linley (Londen, 1 juli 1999) is de oudste zoon van David Armstrong-Jones, 2e graaf van Snowdon en Serena Stanhope. Hij is een achterkleinzoon van koning George VI van het Verenigd Koninkrijk.
Hij is vernoemd naar koning Charles III, Saint Patrick, een beeld in de geboorteplaats van zijn moeder in Ierland, en als laatste naar de Engelse architect en ontwerper Inigo Jones. Zijn peetouders zijn lady Ruth Kennedy, Nigel Harvey, Nick Powell, Orlando Rock, Lucinda Cecil en Rita Konig. Hij heeft een jongere zuster, Margarita.
Charles is de erfgenaam van de titel Earl of Snowdon, die sinds 13 januari 2017 wordt gevoerd door zijn vader. Bijgevolg is hij gerechtigd als courtesy title de titel viscount Linley te voeren.